# Mahmoud al-Montasser
Mahmoud al-Montasser, né le 8 août 1903 en Libye et mort le 28 septembre 1970, est un homme politique libyen, premier Premier ministre de la Libye de 1951 à 1954 et de nouveau de 1964 à 1965.

## Biographie
En novembre 1950, il devient l'un des délégués de la Tripolitaine à l'Assemblée chargée de rédiger la Constitution du nouvel État libyen. Le 29 mars 1951, il est nommé chef du gouvernement provisoire libyen. Au moment de l'indépendance du royaume de Libye le 24 décembre 1951, il en devient le premier Premier ministre, fonction qu'il cumule avec le portefeuille de ministre des Affaires étrangères. Il conserve ces fonctions jusqu'à sa démission en février 1954. De 1954 à 1957, il est ambassadeur de son pays à Londres. Rappelé par le roi Idris, il occupe de nouveau le poste de Premier ministre de janvier 1964 à mars 1965.
Après le coup d'État du 1er septembre 1969 dirigé par Kadhafi, il est arrêté et meurt en prison à la fin du mois de septembre 1970.